# Kiyotaki-ji
Kiyotaki-ji (清滝寺, Temple de Kiyotaki) est le 35e temple du pèlerinage de Shikoku.

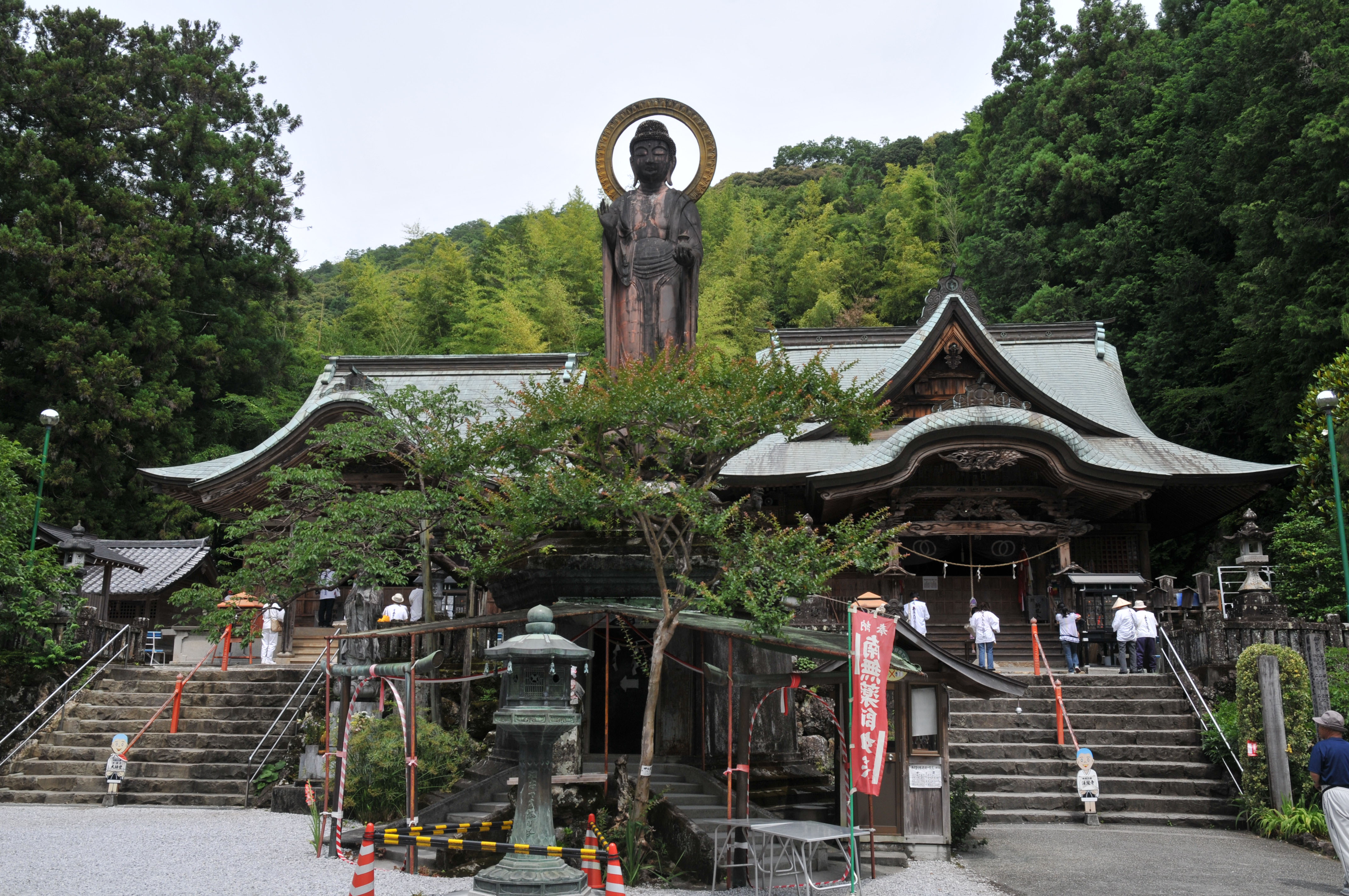
Temple Kiyotaki-ji à Tosa

Il situé sur la municipalité de Tosa, préfecture de Kōchi, au Japon.
On y accède, depuis le temple 34 Tanema-ji, après une marche d'environ 10 km. Il est situé sur une colline, à une altitude de 131 m. la colline est plantée d'agrumes. Les pèlerins à pied doivent gravir de longues marches qui passent par une porte principale décorée de dragons finement sculptés.
Gyōki aurait fondé le temple en 723, et aurait sculpté la statue de Yakushi Nyorai, bouddha de la guérison. Le nom Kiyotaki, qui signifie "la cascade pure", provient d'une légende selon laquelle Kukai, après avoir prié pour une récolte abondante, aurait frappé le sol de son bâton faisant ainsi apparaitre une source d'eau pure.
L'imposante statue de 9 m de Yakushi Nyorai qu'on voit en arrivant date de 1933.
En 2015, le Kiyotaki-ji est désigné Japan Heritage avec les 87 autres temples du pèlerinage de Shikoku.